# Curiosity 2015
Curiosity 2015 is een samengestelde muurschildering in Amsterdam-West.
Het is volgens het Street Art Museum Amsterdam een combinatie tussen twee stijlen street art, geplaatst op de blinde gevel van het gebouw Douwes Dekkerstraat 16, Amsterdam. Ten noorden van dat gebouw is een kleine open ruimte met doorloop naar een kinderboerderij aangelegd, waar eventueel ook honden kunnen spelen (doggy's playground). Op deze muur beeldde “oldskool” graffiti writer Juice een grote tag die over de volle breedte van de zijgevel is geplaatst. Juice was/is in Amsterdam een fenomeen binnen het graffitischrijven. Het boek Amsterdam Street Art (2023) van Kees Kamper geeft elf voorbeelden van zijn werk, maar niet deze. Volgens de datering zou Juice zijn (oorspronkelijke) werk hier in 1997 hebben gezet. Daarboven is werk te zien van internationaal werkende Suso33 uit Madrid. Die kwam met Curiosity 2015. Het werk bestaande uit zwart silhouetten met schaduw, die naar boven lijken weg te lopen. De schaduw vormt de basis van het werk. Niet alleen de afgebeelde personen hebben een schaduw, maar deze grote muurschildering wordt beïnvloed door de licht/schaduwwerking van een boom die ervoor staat. In de zomer valt een deel van de schildering weg; in de winter is ze voluit te zien. Het aantal personen neemt van beneden naar boven af; Suso33 zou daarbij extra diepte aan de tag van Juice hebben willen geven. Normaliter werken street arists aan grote muurschilderingen op hoogwerkers, maar hier was assistentie nodig om de boomtakken en bladeren van de muurschildering weg te houden. De muurschildering kwam dankzij steun van het Street Art Museum Amsterdam.
Nadat Suso33 klaar was met de “tekening”  kwam Juice terug om zijn tag te “renoveren”, het werd een zogenaamde “throw-up”. De throw-up is geplaatst op blauwe dobbelstenen die de handtekening van Juice benadrukken.

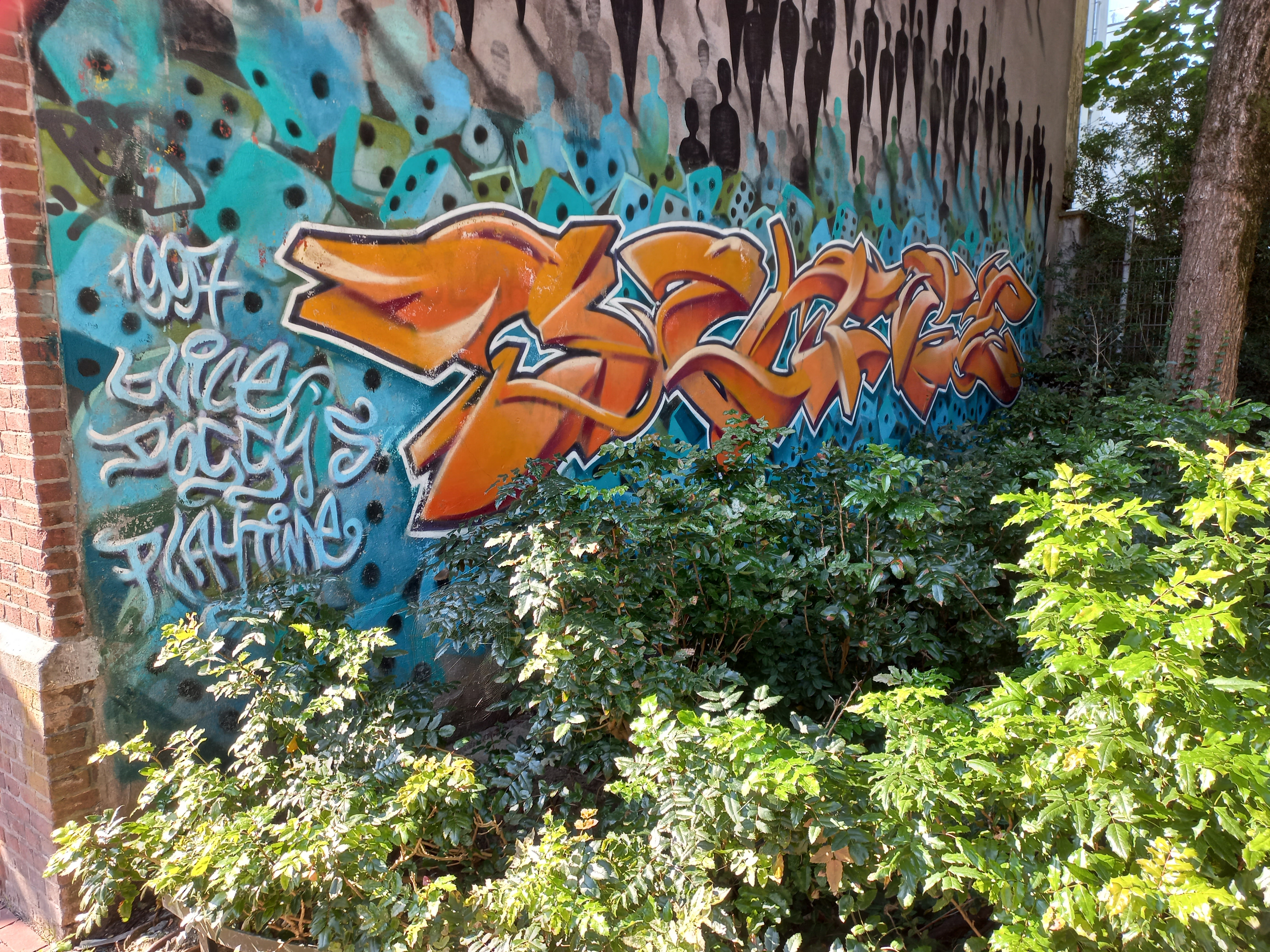
Graffiti writing van Juice (september 2023)